# Remigius Adrianus Haanen
Remigius Adrianus Haanen (Oosterhout, 5 januari 1812 - Bad Aussee, 13 augustus 1894) was een Nederlandse kunstenaar. Hij wordt ook vermeld als Remigius (Remy/Remi) van Haanen.

## Biografie
Haanen was de zoon van de kunstenaar Casparis Haanen, bij wie hij in leer ging. Ook kreeg hij les van Jan van Ravenswaay. Zowel hij alsook zijn broer George Haanen en zijn zussen Elisabeth Haanen en Adriana Haanen waren kunstenaars, die in verschillende genres actief waren. Haanen had één zoon, Cecil Haanen.
Haanen schilderde voornamelijk winterlandschappen en kustgezichten.

## Afbeeldingen

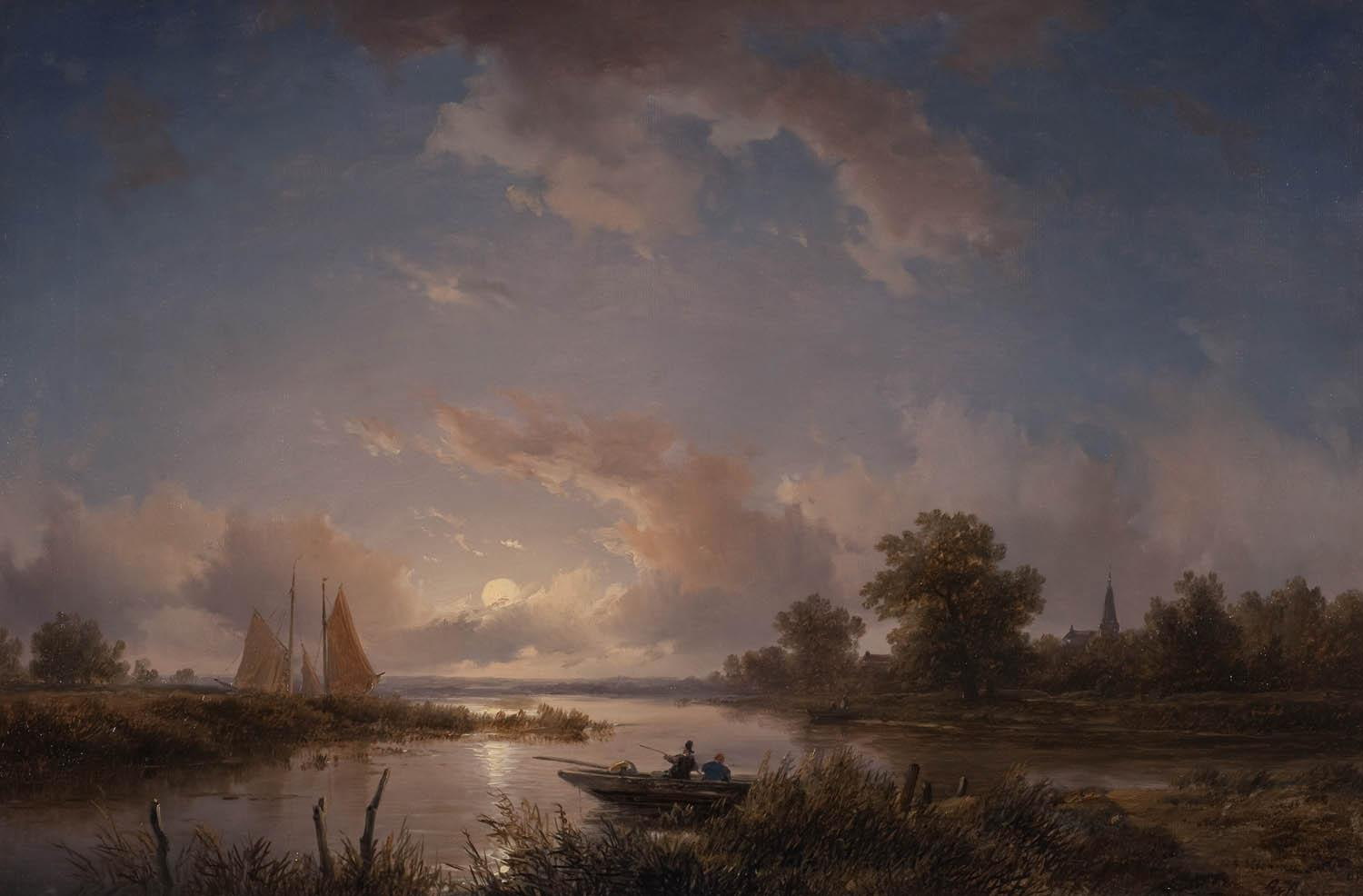
Vissers in een roeiboot bij maanlicht, olieverf op doek, 1853
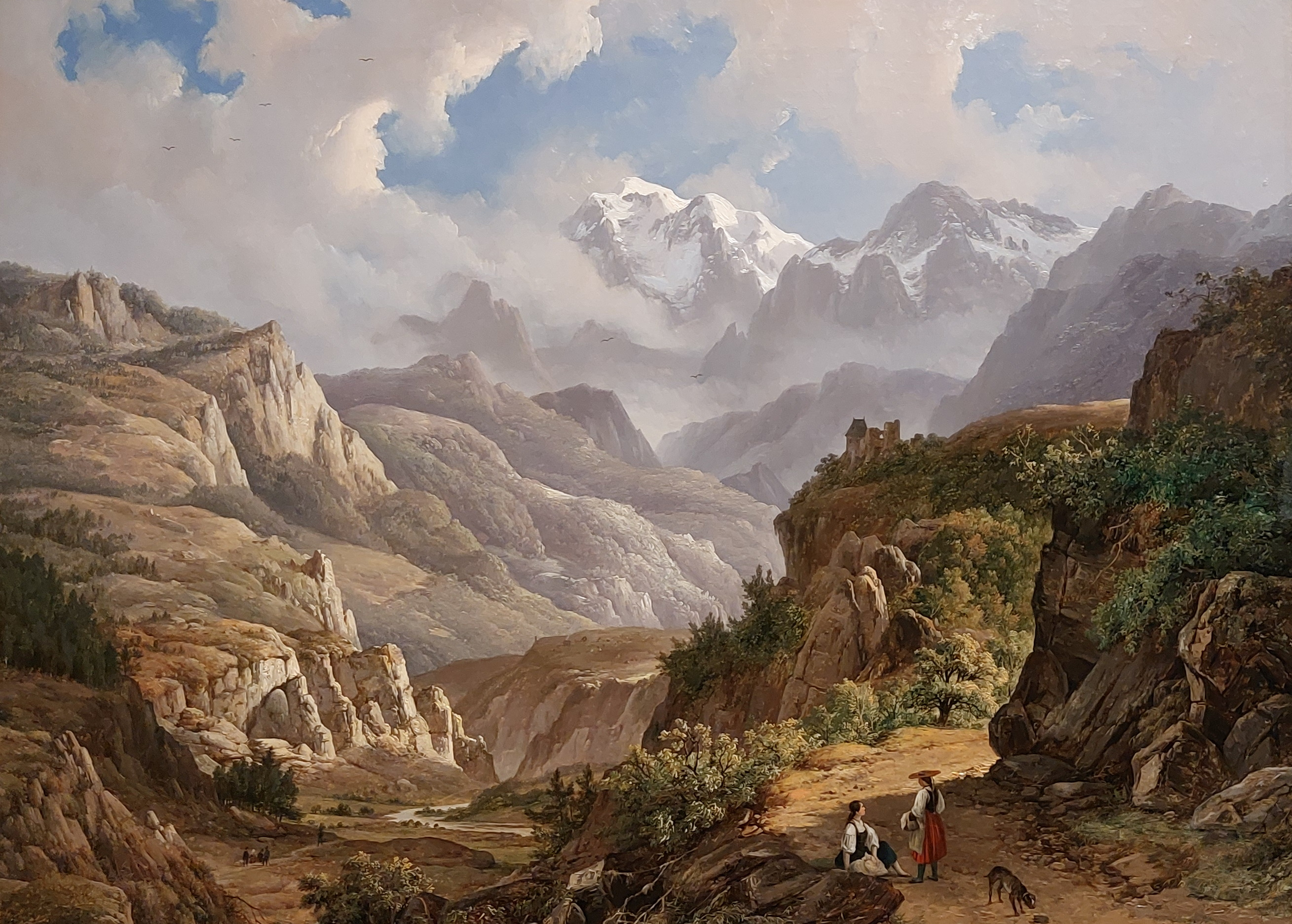
Berglandschap Oostenrijk, 1837 - collectie Stedelijk Museum Breda.

## Werk in openbare collecties (selectie)
- Rijksmuseum Amsterdam[3]

- Biografisch Portaal: 37137176
- Gemeinsame Normdatei: 116346442
- International Standard Name Identifier: 0000 0000 6678 5251
- KulturNav: 1c7d4135-4c34-4368-9dd5-5eadb61da8cd
- Nationale Bibliotheek van Tsjechië: ola2003192364
- RKD-Nederlands Instituut voor Kunstgeschiedenis: 34904
- Union List of Artist Names: 500010565
- Virtual International Authority File: 69679543
- WorldCat: E39PBJmMYDXjDr3jkJRM7874MP